# День Землі

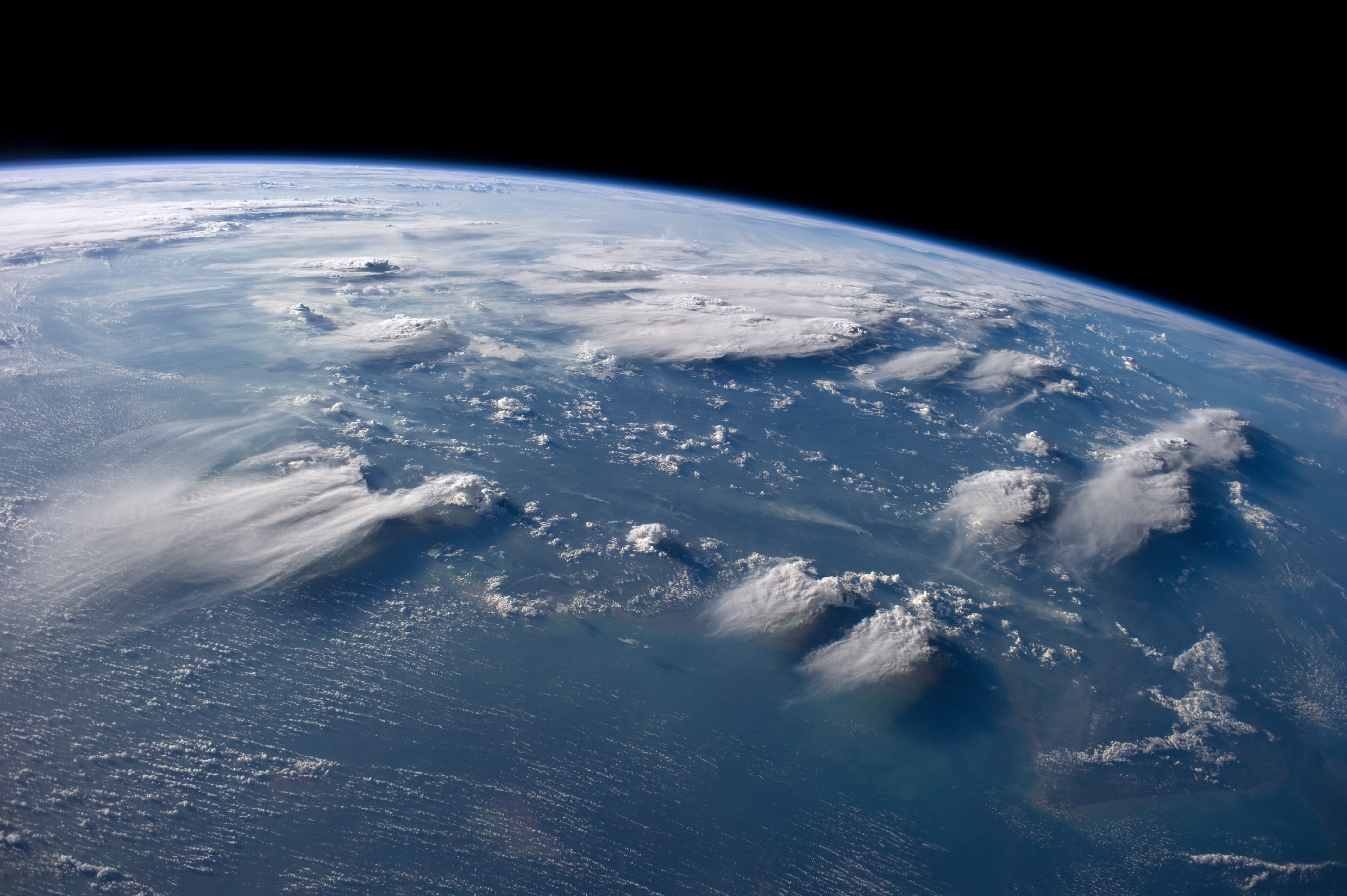

День Землі (англ. Earth Day) — назва, яку використовують щодо різних заходів, що їх проводять навесні з метою спонукати людей бути уважнішими до тендітного і вразливого довкілля планети Земля. Також «День Землі» — громадянська ініціатива, відкрита для приєднання будь-яких людей, груп і організацій.
Є два основні періоди проведення Днів Землі — у березні (ближче до весняного рівнодення) і Міжнародний день Матері-Землі — 22 квітня. Крім того, окремі активісти й ініціативні групи планують і проводять заходи до Дня Землі ближче до моменту літнього сонцестояння, щоб максимально використовувати теплу погоду і вільний час людей.

## Передумови
28 січня 1969 року свердловина під назвою Платформа А, пробурена компанією Union Oil на відстані 6 миль (10 км) від узбережжя Санта-Барбара, Каліфорнія, вибухнула. Більше ніж 3 мільйони сухих галонів США (2,5 мільйона англійських галонів; 11 мільйонів літрів) нафти вилилося, вбивши понад 10 000 морських птахів, дельфінів, тюленів і морських левів. У відповідь на цю катастрофу активісти мобілізувалися для створення екологічного регулювання, екологічної освіти та Дня Землі. Серед прихильників Дня Землі були люди, які перебували на передовій боротьби з цією катастрофою, Сельма Рубін, Марк МакГіннес і Бад Боттомс, засновник Get Oil Out. Деніс Хейс, організатор першого Дня Землі, сказав, що сенатор Гейлорд Нельсон з Вісконсина надихнувся на створення Дня Землі, побачивши з літака нафтову пляму площею 800 квадратних миль (2100 км²) у каналі Санта-Барбара.

## Історія
Перше свято відбулося 22 квітня 1970 року, а тепер включає широкий спектр заходів, координованих у глобальному масштабі через earthday.org (раніше Earth Day Network) включаючи 1 мільярд людей у понад 193 країнах. У 1969 році на конференції ЮНЕСКО в Сан-Франциско, активіст миру Джон МакКоннелл запропонував день для вшанування Землі та концепції миру, який мав вперше відзначатися 21 березня 1970 року, в перший день весни в північній півкулі. Цей день природної рівноваги пізніше був закріплений у декларації, написаній МакКоннеллом і підписаній Генеральним секретарем У Тан в Організації Об'єднаних Націй. Через місяць сенатор США Гейлорд Нельсон запропонував ідею провести загальнонаціональний екологічний навчальний захід 22 квітня 1970 року і найняв молодого активіста Деніса Хейса як національного координатора. Назву «День Землі» придумав копірайтер Джуліан Кеніг. Деніс і його команда розширили захід за межі початкової ідеї навчального заходу, щоб охопити всі Сполучені Штати. Ключові партнери, не зосереджені на екологічних питаннях, відіграли важливу роль. Наприклад, під керівництвом лідера профспілок Волтер Ройтер, Об'єднані автомобільні робітники (UAW) були найбільш важливою зовнішньою фінансовою та операційною підтримкою першого Дня Землі. За словами Хейса: «Без UAW, перший День Землі ймовірно провалився б!» Нельсон пізніше був нагороджений Президентською медаллю Свободи за свою роботу. Перший День Землі був зосереджений на Сполучених Штатах. У 1990 році Деніс Хейс, оригінальний національний координатор 1970 року, вивів свято на міжнародний рівень і організував заходи у 141 країні. У День Землі 2016 року Паризька угода була підписана Сполученими Штатами, Великобританією, Китаєм та ще 120 країнами. Це підписання задовольнило ключову вимогу для вступу в силу історичного проєкту договору про захист клімату, прийнятого консенсусом 195 країн, присутніх на Конференція ООН зі зміни клімату 2015 в Парижі. Численні спільноти брали участь у «Тижні дій Дня Землі», цілому тижні заходів, зосереджених на екологічних проблемах, з якими стикається світ. У День Землі 2020 року понад 100 мільйонів людей у всьому світі відзначили 50-ту річницю в тому, що називають найбільшою онлайн-мобілізацією мас в історії.

## День Землі— Рівнодення
День Землі святкується у багатьох країнах у день весняного рівнодення, щоб відзначити момент, коли починається весна (у Північній півкулі) або осінь (у Південній). ООН святкує День Землі зазвичай 20-21 березня.
26 лютого 1971 року Генеральний секретар ООН У Тан підписав спеціальну декларацію, присвячену цій події. Щороку 20-21 березня у штаб-квартирі ООН у Нью-Йорку дзвонить дзвін миру.

## День Землі—22 квітня
Перша «одноразова» акція цього дня пройшла 1970 року в США. Її успіх окрилив організаторів, і з того часу святкування стало регулярним. Відомий американський політик і активіст сенатор Гайлорд Нельсон створив групу зі студентів під керівництвом Денніса Гайеса (студента Гарварду). Оскільки це був час активних студентських рухів, ініціатива привернула до себе багато уваги.
Попри те, що сенатор і його «штаб» не мали ні часу, ні ресурсів для організації справді масових заходів, вони відбувалися (як, наприклад, 20-мільйонна демонстрація і приєднання до проєкту сотень шкіл). Як казав Г.Нельсон, «День Землі організовував себе сам».
1971 року, завдяки успіху першого Дня, сенатор Нельсон проголосив «Тиждень Землі» (3-й тиждень квітня) як щорічну подію, яка стала дуже популярною серед населення США.
На хвилі громадської та політичної активності, пробудженої Днем Землі, у США ухвалили багато законів і актів, що стосуються охорони довкілля (наприклад, Акт про чисте повітря).
- Тема 2022 року: «ІНВЕСТУЙТЕ В НАШУ ПЛАНЕТУ»[17].

## Символіка

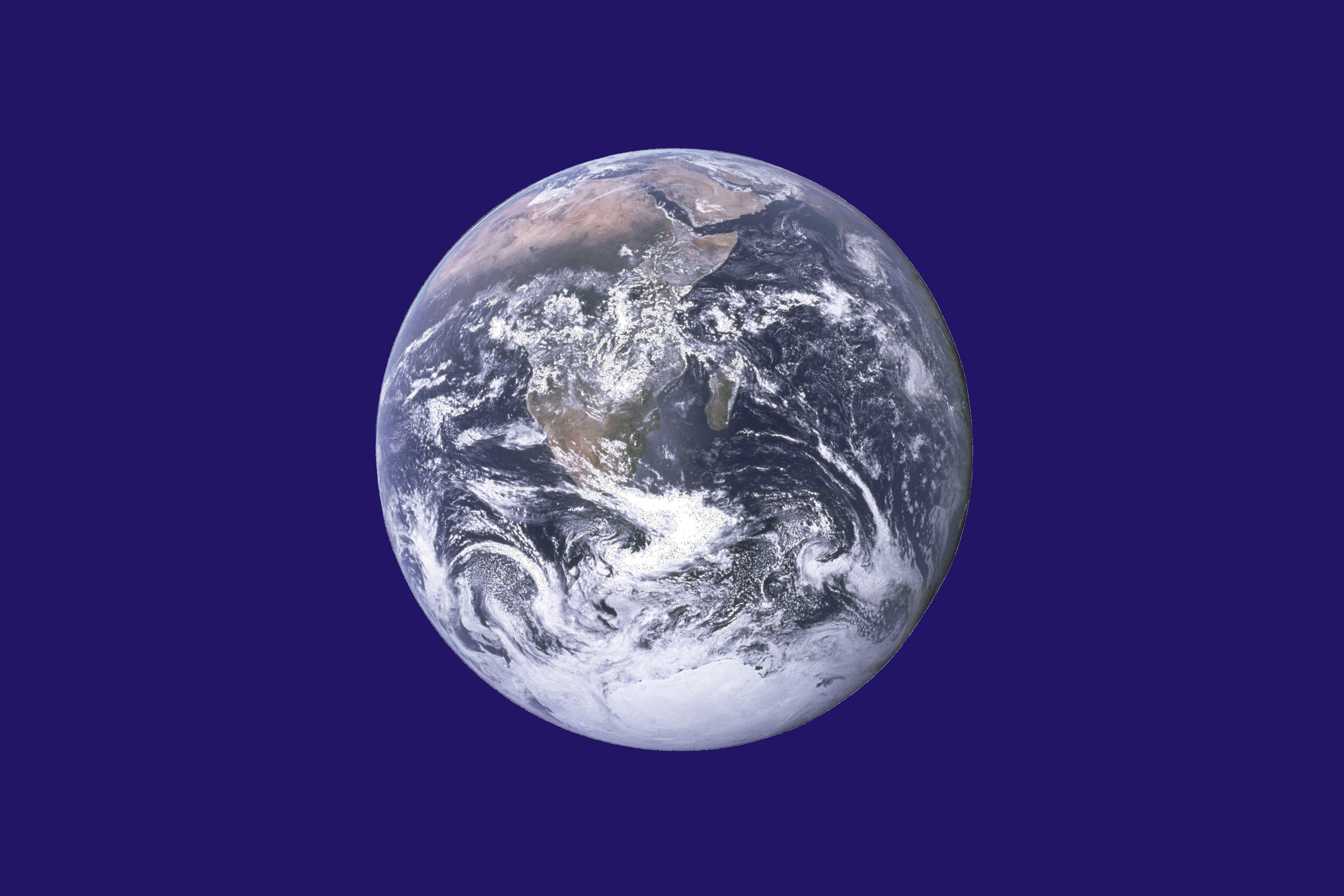
Неофіційний прапор Землі

### Прапор Землі
Прапор Землі не є офіційним символом чогось (бо офіційно не існує всепланетного уряду). Цей символ є фотографією планети з космосу (нині використовують знімок, відомий як «Блакитна іграшкова куля», зроблений астронавтами Аполлона-17 дорогою до Місяця) на темно-синьому тлі. Традиційно прапор пов'язаний з Днем Землі та багатьма іншими природоохоронними, миротворчими та громадськими міжнародними заходами.

Символом дня є зелена грецька буква Θ на білому фоні

### Символ Дня Землі
Символом Дня є зелена грецька буква Θ (тета) на білому тлі (див. праворуч). Цікаво, що ювілейний символ есперанто майже такий самий.

## Дзвін Миру в День Землі
У День Землі в різних країнах за традицією лунає Дзвін миру, закликаючи людей Землі відчути всепланетну спільність і докласти зусиль для захисту миру на планеті та збереження краси нашого спільного дому. Дзвін миру — символ спокою, мирного життя та дружби, вічного братерства і солідарності народів. І водночас — це заклик до дії в ім'я збереження миру і життя на Землі, збереження людини і культури.
Перший Дзвін миру був встановлений у штаб-квартирі ООН у Нью-Йорку в 1954 році. Він відлитий з монет — дитячих пожертв з усіх континентів — і є символом глобальної солідарності людей Землі. У нього також вплавлені ордени та медалі, інші почесні знаки людей багатьох країн. Напис на Дзвоні промовляє: «Хай живе загальний мир у всьому світі».
У 1996 році подібний дзвін був встановлений у штаб-квартирі ООН у Відні. Дзвін миру встановлено в багатьох містах Японії, Німеччини (1989), Польщі, Туреччини (1989), Мексики (1990), Австралії (1992), Монголії (1993), Філіппін (1994), Канади (1996), Бразилії (1997), Аргентини (1998), Еквадору (1999), Узбекистану (2003) та інших країн.